# Helianthus luxurians
Helianthus luxurians là một loài thực vật có hoa trong họ Cúc. Loài này được (E.Watson) E.Watson mô tả khoa học đầu tiên.